# Lärchenberg
Il monte Lärchenberg (in sloveno: Užnik) con 2.081 m s.l.m. è una montagna della catena montuosa del Gruppo della Košuta delle Caravanche Occidentali appartenente alle Alpi Giulie.
È situato al confine tra Austria e Slovenia rispettivamente nei comuni di Zell e Tržič.